# Kardinalschnitte

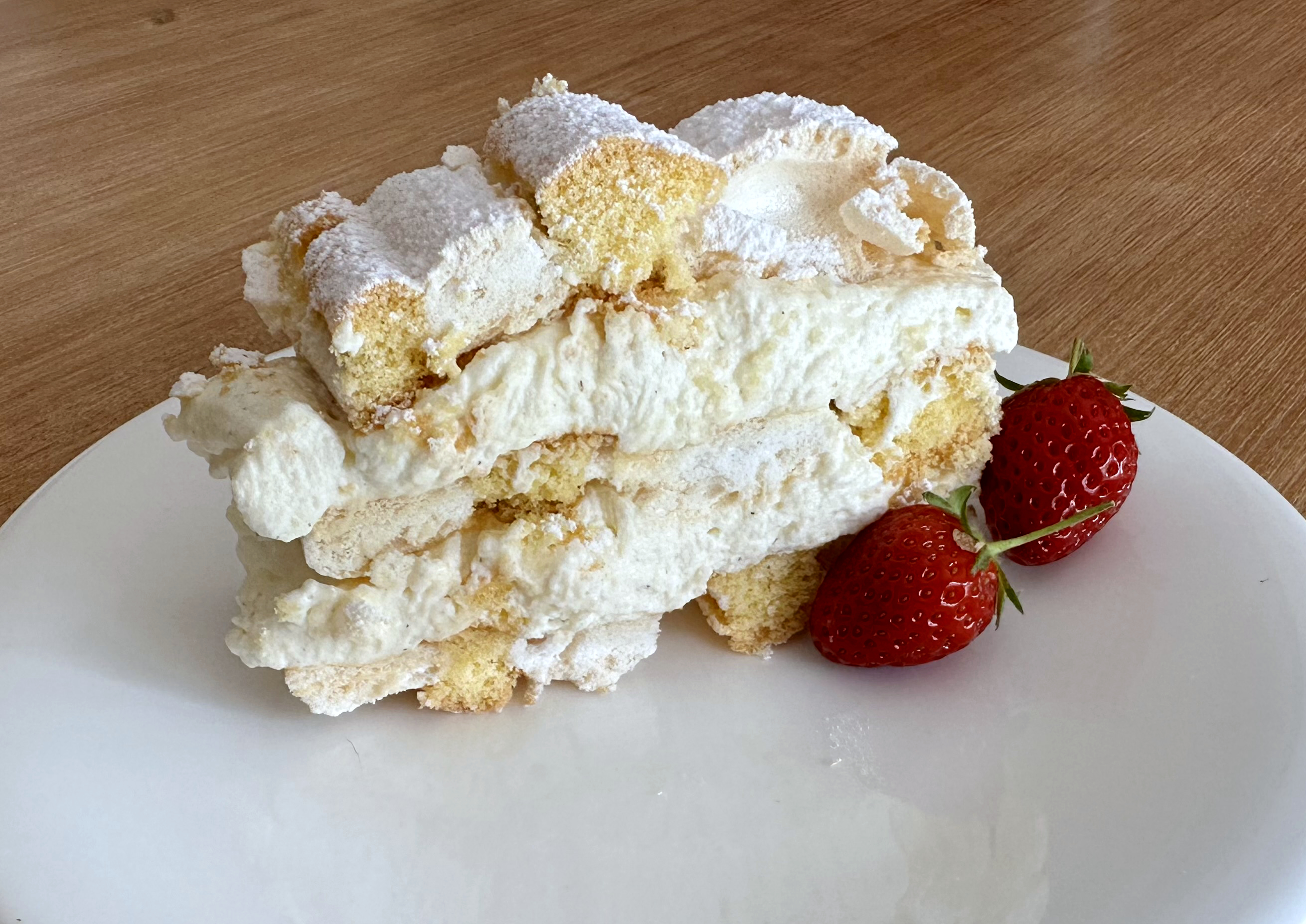
Kardinalschnitte (ohne Marmelade)

Die Kardinalschnitte ist eine Mehlspeise der österreichischen Küche.

## Beschreibung
Bestehend aus Streifen von luftig lockerer Eischneemasse kombiniert mit Biskuit und gefüllt mit Ribiselmarmelade (rote Johannisbeerenkonfitüre). Mittlerweile gibt es die Kardinalschnitte auch in abgeänderter Form, wie etwa mit Sahne-, Beeren- oder Kaffeecreme. Die Kardinalschnitte ist eine Kreation der Wiener Konditorei L. Heiner und wurde anlässlich des Katholikentages 1933 geschaffen, um an die Farben des Vatikans (weiß/gelb) und der Kardinalswürde (rot) zu erinnern. Herstellung: Streifen aus Biskuit- und Baisermasse werden gebacken, gestürzt, mit Marillenmarmelade bestrichen und aufeinander geklappt. In Backpapier eingeschlagen werden sie abgekühlt und danach in Stücke geschnitten. Kardinalschnitten sind nur sehr begrenzt haltbar und schmecken frisch am besten.